# Asterotrichion
Asterotrichion es un género monotípico perteneciente a la familia  Malvaceae. Su única especie es Asterotrichion discolor. Es nativo de Tasmania donde habita los bosques de eucaliptos.
Arbusto o pequeño árbol que alcanza unos 2 m. Las hojas son lanceoladas con márgenes serrados, de unos 5 a 8 cm de largo, el haz es glabro y nervado, de color verde oscuro, mientras que el envés es de color más claro y cubierto de vellosidad blanquecina. La misma vellosidad está presente en los tallos jóvenes y las inflorescencias.
Es una planta dioica (cada ejemplar tiene solo flores femeninas o masculinas). Las flores surgen en racimos axilares, son pequeñas, blancas y fragantes. Las masculinas forman densos racimos algo erectos mientras que las femeninas son más golgantes y espaciadas. El fruto es indehiscente, velloso y de aspecto apergaminado, con una sola semilla.
El género fue descrito por Johann Friedrich Klotzsch  y publicado en Icones plantarum rariorum horti regii botanici berolinensis ...  1: 19, en el año 1841. El nombre de la especie tipo Asterotrichion sidoides fue invalidado, dado que Hooker la había descrito como Sida discolor y anteriormente la había nombrado Plagianthus sidoides. En 1966, Melville combinó ambos nombres para la actual especie Asterotrichion discolor.